# AnadoluJet
Az AnadoluJet (IATA: TK, VF, ICAO: THY, TKJ, Hívójel: AJET) a Turkish Airlines regionális légitársaságként működő márkája. Anyavállalata számára belföldi, valamint Észak-Ciprusra, Nyugat-Európába és Délnyugat-Ázsiába induló járatokat üzemeltet.

## Története
A márkát 2008. április 23-án hozta létre a Turkish Airlines. 2020 márciusában úgy alakították át, hogy az Sabiha Gökçen nemzetközi repülőtérről induló, a Turkish Airlines több mint 20 útvonalból álló nemzetközi útvonalhálózatára is kiterjedjen a márkanév.

## Célállomások
Az AnadoluJet számos belföldi és nemzetközi célállomásra indít járatokat.

### Helymegosztási partnerek
Az AnadoluJet helymegosztási-megállapodást kötött az anyavállalatával, a Turkish Airlines-szal.

## Flotta

### Jelenlegi flotta
2022 decemberében az AnadoluJet flottája a következő repülőgépekből állt:

### Korábbi flotta
Az AnadoluJet a következő repülőgépeket üzemeltette:
- Airbus A320-200
- ATR 72-500
- Boeing 737-400
- Boeing 737-700
- Embraer E190
- Embraer E195

## Fordítás
- Ez a szócikk részben vagy egészben  az   AnadoluJet című angol Wikipédia-szócikk ezen változatának fordításán alapul.  Az eredeti cikk szerkesztőit annak laptörténete sorolja fel. Ez a jelzés csupán a megfogalmazás eredetét és a szerzői jogokat jelzi, nem szolgál a cikkben szereplő információk forrásmegjelöléseként.